# Titu
Titu ist eine Kleinstadt im Kreis Dâmbovița in der Großen Walachei in Rumänien.

## Lage
Titu liegt in einem nach der Stadt benannten Teil (Câmpia Titu) der Walachischen Tiefebene, etwa 10 Kilometer westlich des Flusses  Dâmbovița. Die Kreishauptstadt Târgoviște befindet sich etwa 35 km nördlich.

## Geschichte
Titu wurde 1635 erstmals urkundlich erwähnt, der heute eingemeindete Ortsteil Plopu bereits 1536. 1832 erhielt Titu das Recht, Wochenmärkte (sonntags) und einen Jahrmarkt (14. September) abzuhalten. 1876 werden zwei Schulen genannt, 1902 eröffnete eine Bank. In den Jahren von 1872 bis 1884 entstand im Zusammenhang mit dem Bau der Bahnlinien Bukarest–Pitești und Titu–Târgoviște um den Bahnhof – der damals den Namen Atîrnați trug – eine neue Siedlung, die 1927 eine eigene Gemeinde unter dem Namen Principele Mihai (nach dem Kronprinzen bzw. König Michael I.) wurde.
Ab 1945 befand sich im Ort ein Spitallager für deutsche Kriegsgefangene.
Nach der Absetzung des Königs Ende 1947 trug die Gemeinde für wenige Monate den Namen Mareșal Tito,  bevor auch der damit geehrte jugoslawische Ministerpräsident Josip Broz Tito im sozialistischen Lager und damit auch in Rumänien in Ungnade fiel. Danach wurde die neue Siedlung Titu Gară (etwa „Bahnhof Titu“) genannt und wurde zum Mittelpunkt einer neuen, aus sieben Dörfern bestehenden Gemeinde. Zur Unterscheidung  wurde das alte Dorf Titu zwischenzeitlich Titu Târg (etwa „Markt Titu“) bezeichnet. Titu Gară und Titu Târg sind heute wieder zu Titu zusammengefasst. 1968 erhielt Titu das Stadtrecht.
Am 22. Dezember 1989 – während der Revolution – landete in Titu der Hubschrauber mit dem Ehepaar Ceaușescu, bevor dieses von hier aus mit einem Auto weiter flüchtete und schließlich in Târgoviște festgenommen wurde.
Die wichtigsten Wirtschaftszweige sind die Landwirtschaft, die Lebensmittel-, die Textil- und die Elektroindustrie. Im September 2010 eröffnete Renault in Titu ein großes Testzentrum.

## Bevölkerung
1831 wurden in Titu Târg 109 Familien gezählt. 1930 lebten auf dem Gebiet der heutigen Stadt etwa 7000 Personen. Bei der Volkszählung 2002 wohnten in Titu 10.183 Personen, darunter 10.024 Rumänen und 154 Roma.

## Verkehr
Titu liegt an der Nationalstraße DN7 etwa zehn Kilometer (Luftlinie) nordöstlich der rumänischen Autobahn A1 und an der Bahnstrecke von Bukarest nach Pitești. In beide Städte bestehen mehrmals täglich Direktverbindungen. Durch den Abzweig nach Târgoviște ist Titu ein bedeutender Eisenbahnknotenpunkt im Süden des Landes.

## Sehenswürdigkeiten
Die Kleinstadt Titu hat keine besonderen touristischen Anziehungspunkte aufzuweisen.
In den eingemeindeten Dörfern Sălcuța (Cornetu) die Holzkirche Sf. Nicolae, im 18. Jahrhundert errichtet, Ende des 19. Jahrhunderts erneuert und in Plopu die Adormirea Maicii Domnului Kirche, 1836 errichtet, stehen unter Denkmalschutz.